# 苯基重氮鹽
苯基重氮鹽是具有重氮苯陽離子{\displaystyle {\ce {[PhN2]+}}}(Ph:苯基)的芳基重氮鹽，由於此類鹽不稳定，因此無法在市面上購得，而是按需製備。

## 性質
苯基重氮鹽的重氮基團 (-N2+) 可以被许多其他基團取代，取代基通常是陰離子，此時可得到具有各種取代基的苯衍生物：
{\displaystyle {\ce {PhN2+ +Nu- ->PhNu +N2}}}
这些轉換与许多命名的反应有关，包括席曼反应、 桑德邁爾反应和冈伯格-巴赫曼反应。在這些反應中，可用于替代 N2 的各种基团眾多，包括鹵素陰離子、SH- 、CO2H- 、OH- 。
在染料工業中，苯基重氮鹽可進行具有相當實用價值的重氮偶联反应，可產生許多衍生的偶氮化物。
苯基重氮鹽与苯胺反应會生成1,3-二苯基三氮烯。 

## 氯化重氮苯
氯化重氮苯是一种有機化合物，示性式為{\displaystyle {\ce {[PhN2]+Cl-}}}。它是重氮苯陽離子的氯化物。它是為可溶于包括水在内的极性溶剂的無色固體，在有機化学反應中被廣泛使用的芳基重氮離子化合物。

### 合成
该化合物主要是在盐酸存在下，通過苯胺和原位生成的亚硝酸(HNO2 )，進行重氮化
轉化生成的。亚硝酸与苯胺的化學反應式如下：
{\displaystyle {\ce {PhNH2 +HNO2 + HCl-> [PhN2]+Cl- +2H2O}}}
也可以由亞硝酸酯和苯胺在鹽酸存在下，反應生成。亞硝酸酯可由亞硝酸和其對應醇製得。
{\displaystyle {\ce {C5H11ONO + PhNH2 + HCl-> [PhN2]+Cl- + C5H11OH +H2O}}}
反應會在低温下進行以將重氮鹽的分解支反應最小量化。重氮苯鹽會在不被分離的情況下備用。

### 安全性
氯化重氮苯具有爆炸性。 

### 应用
粗製的氯化重氮苯和四氟硼酸進行鹽复分解反應，可以用于制备更稳定的四氟硼酸重氮苯。